# Poliptyk fromborski
Poliptyk fromborski, także Ołtarz Najświętszej Maryi Panny – późnogotycki ołtarz wieloskrzydłowy w bazylice archikatedralnej we Fromborku.

## Historia
Ołtarz ufundował biskup warmiński Mikołaj Tungen. Ukończono go w 1504 roku, w czasach następcy Łukasza Watzenrodego, wuja Mikołaja Kopernika. Wykonał go nieznany z imienia Mistrz z Torunia (mistrz św. Wolfganga). Konsekracja ołtarza odbyła się w 1509 roku we Fromborku. Przez 243 latq poliptyk pełnił rolę głównego ołtarza fromborskiej katedry. W 1752 poliptyk został zastąpiony nowym ołtarzem ufundowanym przez Adama Stanisława Grabowskiego. W 1907 przeprowadzono prace restauratorskie. Przed zakończeniem II wojny światowej Niemcy wywieźli elementy rzeźbione, pozostawiając w katedrze samą malowana szafę. W latach 50. XX wieku odnajdywano brakujące rzeźby w różnych kościołach Warmii. Zniszczoną figurę Matki Bożej z Dzieciątkiem oraz trzech spośród czterech Ojców Kościoła odzyskano z kościoła w Ruciance. W 1954 odnaleziono w Chruścielu sceny z życia Marii: Zwiastowanie, Nawiedzenie, Pokłon Trzech Króli oraz Wniebowzięcie z datą wykonania ołtarza. W poszukiwania, oprócz władz kościelnych, zaangażowany był, m.in. Centralny Zarząd Muzeów i Ochrony Zabytków oraz Wojewódzki Konserwator Zabytków z Olsztyna. W latach 1956–1959 przeprowadzono w Toruniu prace konserwatorskie, które ponowiono, uzupełniając niektóre brakujące elementy w latach 1992–1995. M.in. zrekonstruowano figurę św. Grzegorza oraz koronę Madonny. Zdołano ustalić, że fragment sceny Bożego Narodzenia znajduje się w Ostpreussisches Landesmuseum w Lüneburgu w Niemczech.
W 2003 roku odnalezione zostały figury dwóch apostołów. Były w bardzo złym stanie. Zabezpieczono i wzmocniono strukturę drewna, zrekonstruowano podstawy oraz głowy, naniesiono polichromie i złocenia. Odtworzono figurę jednego z aniołów z części centralnej. Prace nadzorował Witold Konratiuk. Kolejne prace przeprowadzono w latach 2019–2020 w pracowni Aleksandry i Edgara Pillów. Pracom konserwatorskim poddane zostały sceny Zwiastowania, Pokłonu Trzech Króli oraz figury Madonny i Dzieciątka. W 2021 zrekonstruowano sceny Nawiedzenia i Bożego Narodzenia, zas w 2022 zrekonstruowano scenę Ofiarowania w świątyni. Wsparcia finansowego udzieliło Ministerstwo Kultury i Dziedzictwa Narodowego.

## Opis
Ołtarz składa się z szafy środkowej i czterech skrzydeł. W centralnej części Poliptyku fromborskiego znajduje się figura Najświętszej Maryi Panny z Dzieciątkiem w typie dziewicy apokaliptycznej. Jej koronę podtrzymują dwaj aniołowie. Płaszcz zdobi majuskułowy napis łaciński, stanowiący inwokację do Matki Bożej, rozpoczynający się słowami: REGINA CÆLI LÆTARE ALLELUJA, ORA PRO NOBIS... Figura Madonny ma 253 cm wysokości. Po bokach, umieszczone pod misternymi baldachimami, znajdują się figury świętych Ojców Kościoła: Grzegorz i Augustyn po lewej, Hieronim i Ambroży po prawej. Na skrzydłach znajduje się sześć rzeźbionych scen z życia Matki Bożej i Chrystusa: Zwiastowanie, Nawiedzenie i Narodzenie po lewej stronie, Pokłon Trzech Króli, Ofiarowanie w świątyni i Wniebowzięcie o prawej stronie.
Po zamknięciu pierwszej pary skrzydeł widocznych jest osiem malowanych scen pasyjnych: Ogrójec, Pojmanie, U Annasza, U Kajfasza, Biczowanie, Ukoronowanie cierniem, Ecce Homo, Piłat umywający ręce. Po zamknięciu zewnętrznych skrzydeł widoczne są cztery kolejne sceny pasyjne: Niesienie krzyża, Ukrzyżowanie, Opłakiwanie, Pogrzeb Jezusa. W predelli umieszczono hermy relikwiarzowe przedstawiające święte: Elżbietę, Małgorzatę, Barbarę, Katarzynę, Brygidę i Magdalenę. Antepedium ze srebrnej blachy z motywami roślinnymi osłania mensę ołtarzową.

## Filatelistyka
Fragment poliptyku ze sceną Bożego Narodzenia ukazany został na znaczku Poczty Polskiej w 2022 roku. Znaczek pocztowy wyemitowano 20 października 2022 roku. Wydrukowano go techniką rotograwiury, na papierze fluorescencyjnym, w nakładzie 2 mln sztuk. Był to znaczek na przesyłki priorytetowe S. Na kopercie FDC znalazła się fotografia rzeźby Madonny z Dzieciątkiem z centralnej części zabytkowego ołtarza. Pierwszy raz znaczek zaprezentowano podczas I Kongresu Sacris „Dobra Kościoła – Troska i Odpowiedzialność”.

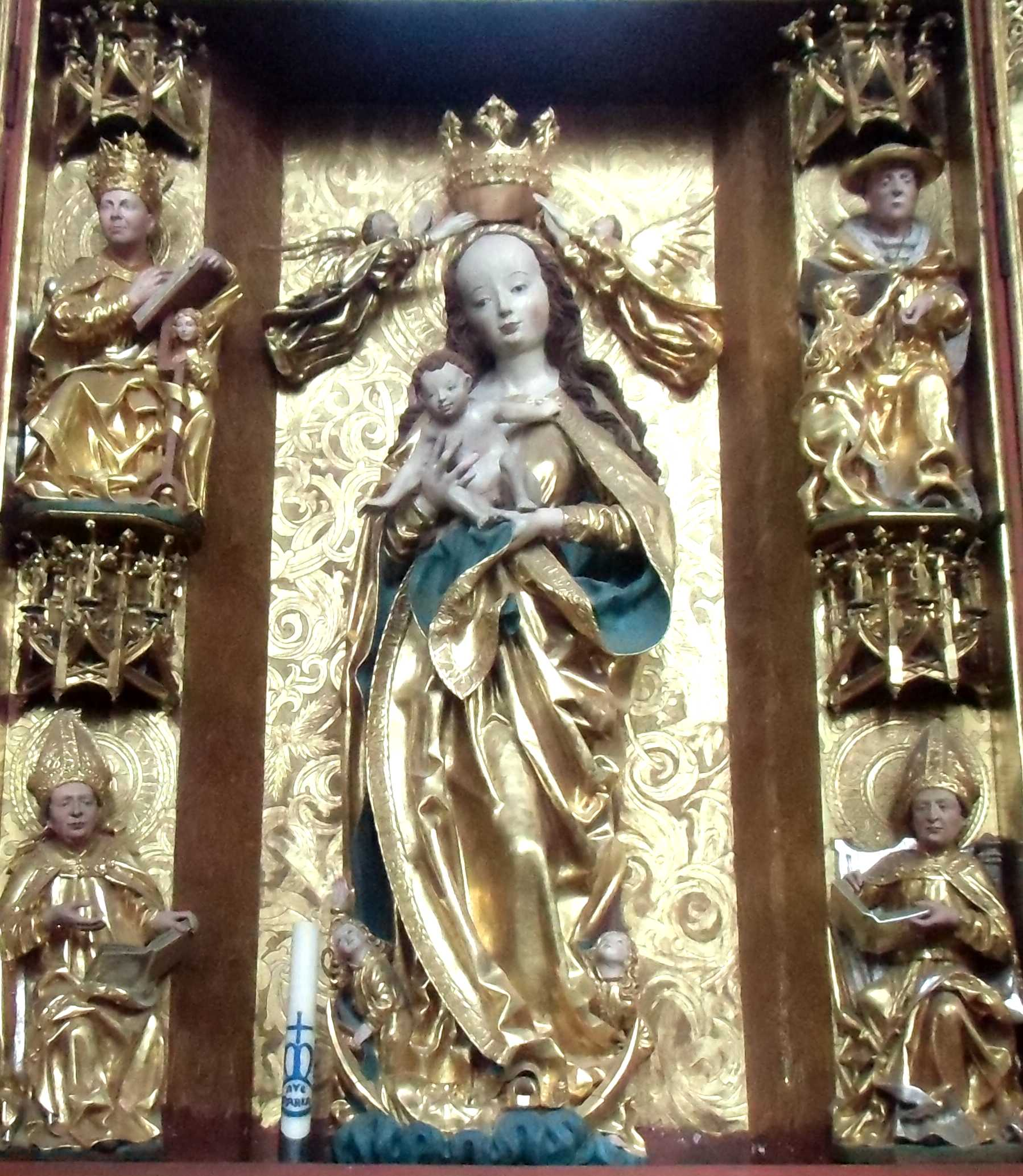
Środkowa część poliptyku
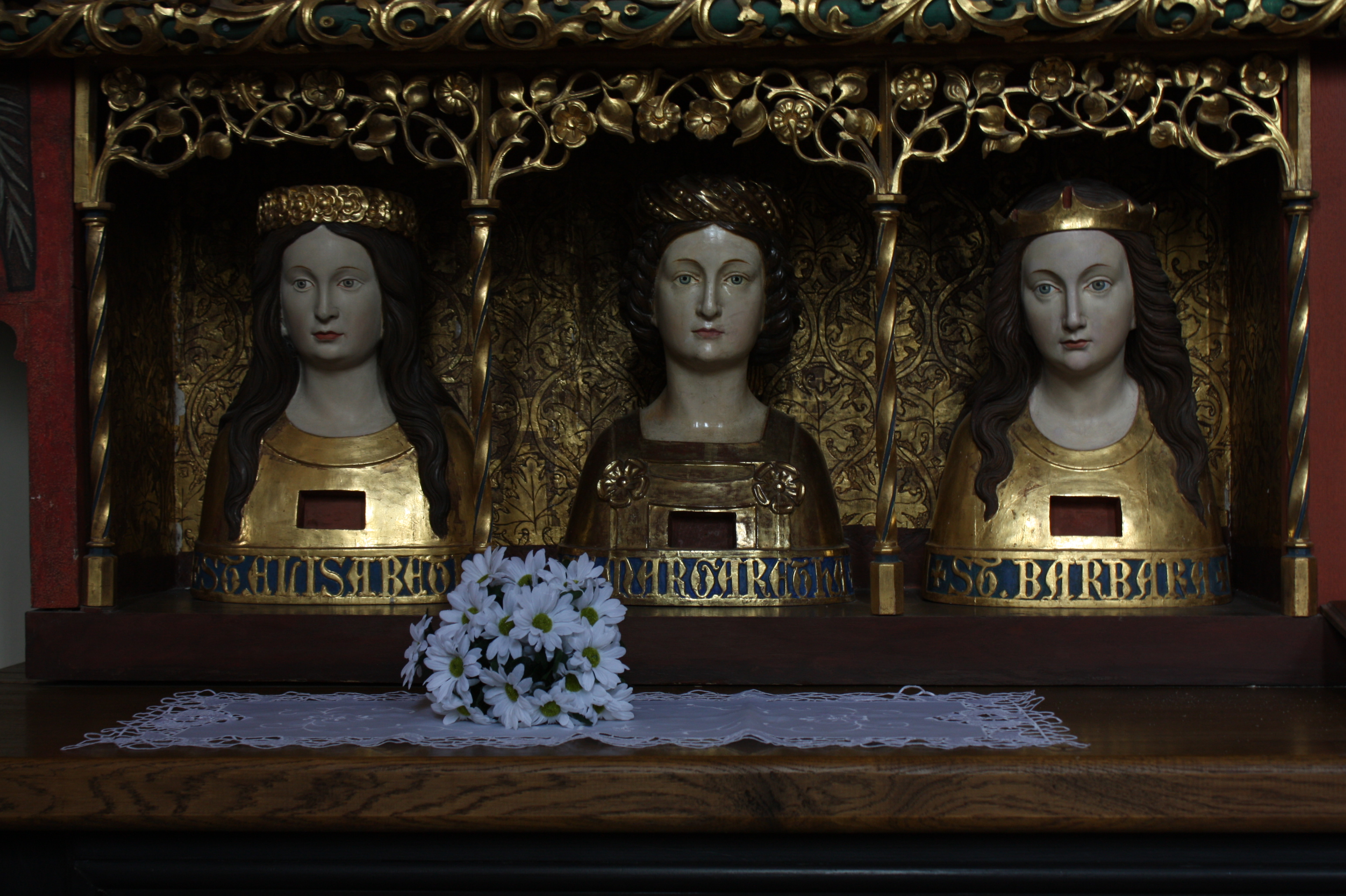
Hermy świętych: Elżbiety, Małgorzaty i Barbary
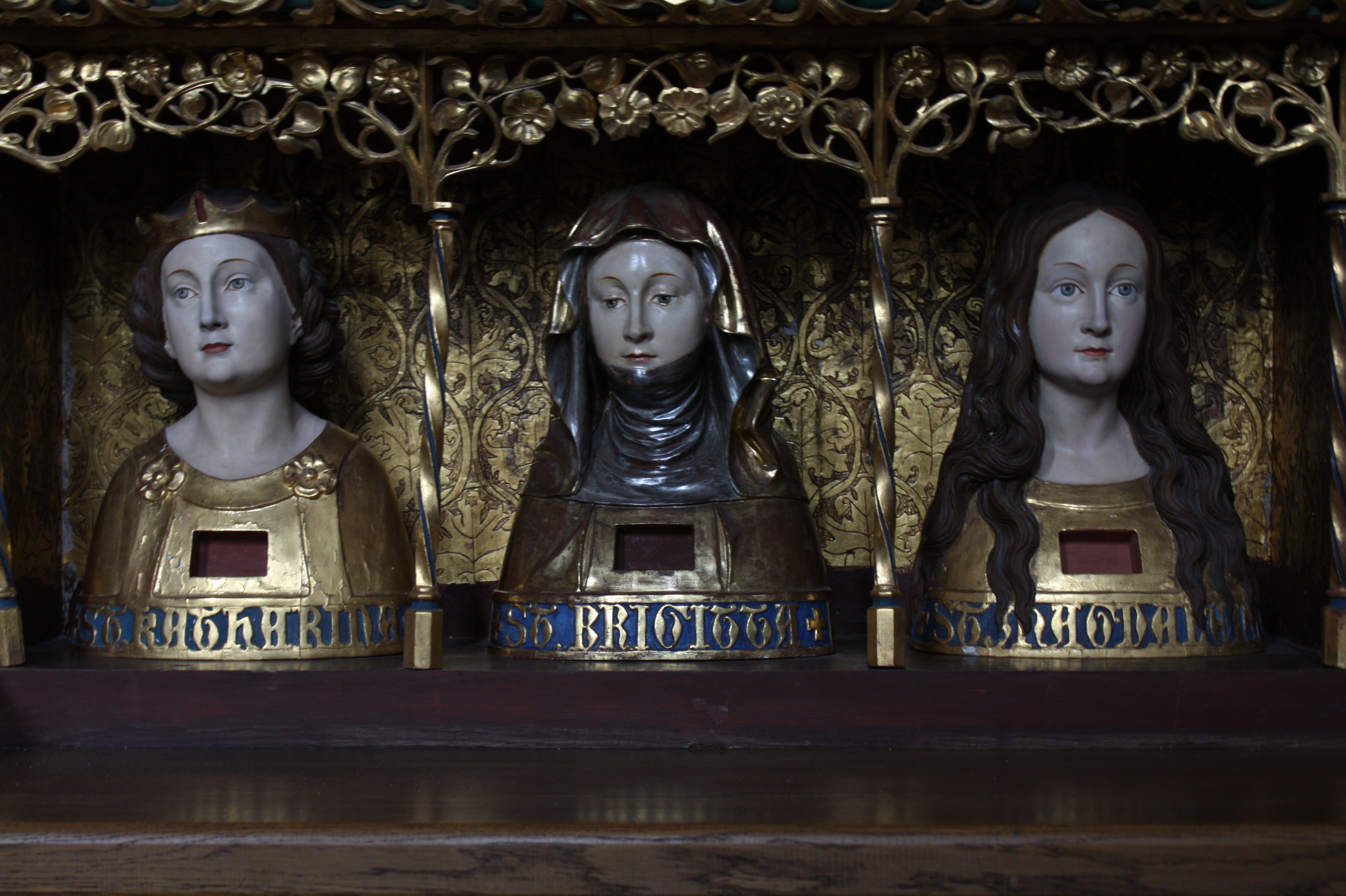
Hermy świętych: Katarzyny, Brygidy i Marii Magdaleny